# Péwé Peak
Péwé Peak är en bergstopp i Antarktis. Den ligger i Östantarktis. Nya Zeeland gör anspråk på området. Toppen på Péwé Peak är 860 meter över havet, eller 249 meter över den omgivande terrängen. Bredden vid basen är 1,6 km.
Terrängen runt Péwé Peak är huvudsakligen kuperad, men den allra närmaste omgivningen är platt. Trakten är obefolkad. Det finns inga samhällen i närheten. 